# Flechtingen
Flechtingen település Németországban, azon belül Szász-Anhalt tartományban. Lakosainak száma 2795 fő (2023. december 31.).

## Népesség
A település népességének változása:
| Lakosok száma | 2793 | 2813 | 2812 | 2825 | 2795 |
|               | 2017 | 2019 | 2021 | 2022 | 2023 |